# Bakkafjörður (Fjord)
Der Bakkafjörður ist geologisch eine Bucht im Norden Islands, auch wenn sie Fjord genannt wird.
Sie ist der östlichste Arm des Bakkaflói. Am Ostufer liegt das gleichnamige Dorf. Am West- und Südufer verläuft der Norðausturvegur  der hier noch nicht vollständig asphaltiert ist.